# Süßwasserschwämme
Die Süßwasserschwämme (Spongillidae) sind eine Familie aus dem Tierstamm der Schwämme (Porifera), die zu den Hornkieselschwämmen gezählt wird. Die Tiere leben, im Gegensatz zur Masse der Schwämme, im Süßwasser und können auch Trockenphasen durch Dauerstadien (Gemmulae) gut überstehen.

## Verbreitungsgebiet und Lebensraum
Schwämme aus der Familie der Spongillidae kommen in den meisten großen Seen und Flüssen vor. Sie stellen jedoch in der Regel gehobene Ansprüche an die Wasserqualität und sind daher als sogenannte Zeigertiere gut geeignet um Umweltverschmutzung zu indizieren. Es handelt sich um sessile Tiere, die eine feste Unterlage wie Holz, Steine oder sonstige feste Untergründe benötigen, seltener wachsen sie auf Muschelschalen, Metall oder Wasserpflanzen. In der Regel werden die Kolonien nur etwa 20 bis 30 cm groß, manchmal jedoch sogar mannsgroß, wie beispielsweise im Staffelsee.

## Skelett
Süßwasserschwämme besitzen ein Skelett aus einfachen Kieselnadeln und organischen Fasern. Nach dem Tod des Tieres zerfällt dieses Skelett und es bleiben in der Regel nur die Kieselnadeln übrig. Die mikroskopisch sichtbare Form und Anordnung der Skelettnadeln und der Belagsnadeln der Gemmulae sind ein wichtiges Bestimmungsmerkmal der einzelnen Arten.